# 平野康太郎
平野 康太郎（ひらの こうたろう、1999年7月17日 - ）は、朝日放送テレビ（ABC）所属のアナウンサー。

## 来歴
- 大阪府大阪市大正区出身。身長181cm。
- 清風高校、法政大学在学中は陸上部に所属し（専門は短距離走）、法大では箱根駅伝で給水係としてチームを支えた[1]。
- 2022年7月6日に、朝日放送テレビの「おはよう朝日です」、朝日放送ラジオの「おはようパーソナリティ小縣裕介です」に同期入社の福戸あやとともに出演後、同局のラジオニュースで初鳴き。[2]

## 出演番組

### 現在
- 全国高等学校野球選手権大会中継
  - 入社2年目に当たる2023年の第105回全国高等学校野球選手権記念大会・第2日（8月7日）の智弁学園対英明（1回戦）から、ラジオ中継で実況を担当。この大会では、2019年までテレビ中継で実施されていた「燃えろ!ねったまアルプス」（阪神甲子園球場アルプススタンドからのリポート企画）が準々決勝（8月19日）から復活したことを受けて、同期の福戸、後輩（2023年入社）の小櫃裕太郎・大仁田美咲と共にリポートも任されている。

#### テレビ
- newsおかえり（2023年9月8日 - ） - フィールドキャスター（毎週火曜日・隔週金曜日担当）
  - 金曜日には、2023年8月まで『おはよう朝日です』の平日版で共演していた鷲尾千尋（1年先輩のアナウンサー）と交互に担当。
- ABCニュース（不定期）

#### ラジオ
- ABCニュース（不定期）
- ABCフレッシュアップベースボール
  - 2023年に、ベンチリポート専任でオリックス・バファローズ主催試合の中継にデビュー。2024年からは、メインカードの阪神タイガース戦中継でベンチリポート、オリックス戦の中継で実況を始めている。
- ミュージックジェルム（2024年度の下半期限定で生放送の音楽番組） - パーソナリティ（水曜日担当）

### 過去

#### テレビ
- おはよう朝日です平日版（木・金曜日スポーツ&サブキャスター、2022年7月21日 -2024年3月29日）[3]
  - 2022年10月からは、同期入社の福戸も（月 - 水曜日を含めた）全曜日で第2部（6・7時台）→木・金曜日第1部（5時台）のアシスタントを担当。自身は、（本来は全曜日に第1部でMCを務める）小西陸斗が夏季休暇を取得していた2023年8月3日（木曜日）・4日（金曜日）に、「MC代理」として福戸と第1部を進行した。
- Jフットニスタ（2022年の8 - 12月放送分のナレーションを週替わりで担当)
- 甲子園への道
  - 福戸がキャスターに起用された2022年に、関西ローカルパートのリポーターを大野雄一郎（当時の先輩アナウンサー）と交互に担当。

#### ラジオ
- R→933 LP.（2022年10月3日 - 2023年9月25日） 
  - 朝日放送テレビへ入社してから初めての単独レギュラー番組で、先輩の澤田有也佳からパーソナリティを継承。出演の開始を機に、本名を短縮した「平太郎」（ヒラタロー）という愛称を付けられている。
- ABCミュージックパラダイス（火曜日パーソナリティ、2022年10月3日 - 2024年9月24日） 
  - 『newsおかえり』でフィールドキャスターを務めた後に、中嶋イッキュウ（tricot）とのコンビで出演。12年3ヶ月にわたる休止を経て2021年9月27日から編成されていた「第2期」の放送を2024年9月27日（金曜日）で終了したため、中嶋と共に「第2期」の火曜日における最後のパーソナリティになった。